# Cordyligaster analis
Cordyligaster analis là một loài ruồi trong họ Tachinidae.